# 4391 Balodis
4391 Balodis је астероид главног астероидног појаса чија средња удаљеност од Сунца износи 2,389 астрономских јединица (АЈ).
Апсолутна магнитуда астероида је 13,5.